# Mycosphaerella depazeiformis
Mycosphaerella depazeiformis är en svampart som först beskrevs av Bernhard Auerswald, och fick sitt nu gällande namn av Gustav Lindau 1903. Mycosphaerella depazeiformis ingår i släktet Mycosphaerella och familjen Mycosphaerellaceae.  Arten är reproducerande i Sverige. Inga underarter finns listade i Catalogue of Life.